# Le Parfait Amour (téléfilm, 2004)
Pour les articles homonymes, voir Le Parfait Amour.
Le Parfait Amour (Perfect Romance) est un téléfilm américain de Douglas Barr diffusé le 7 juin 2004 sur Lifetime.

## Synopsis
Un homme seul se prend d'affection pour une femme rencontrée sur le Net : il ignore que c'est en réalité la mère de sa « correspondante » qui tape sur le clavier.

## Fiche technique
- Titre : Le Parfait Amour
- Titre original : Perfect Romance
- Réalisation : Douglas Barr
- Scénario : Allison Burnett (en)
- Société de production : Lucky Crow Films
- Origine : États-Unis
- Durée : 90 minutes
- Format : Couleurs

## Distribution
- Kathleen Quinlan : Tess Kelley
- Lori Heuring : Jenny Kelley
- Henry Ian Cusick : Peter Campbell
- Michael Trucco : Miles Healey
- J. R. Bourne : Rick Meadows
- Nico McEown : Jesse Kelly
- Wanda Cannon : Marj
- Ona Grauer : Petite amie de Peter
- Adam J. Harrington (en) : Ami de Peter
- Agam Darshi : Étudiante sous le charme
- Brandon Jay McLaren : Étudiant rude
- Gina Holden : Étudiante nerveuse
- Jennifer Halley : Femme au bar sportif
- Bruce Dawson : Herb Andrews
- Angela Moore : Staci
- Don Thompson : Gus
- Charles Baird : Maître de cérémonie
- Dustin Milligan : Rappeur
- Daniel Ayers : Chanteur hippie
- Greyston Stefancsik : Enfant aux cheveux longs
- Lisa Skinner : Melissa